# Кузнецов Олег Володимирович
Оле́г Володи́мирович Кузнецо́в (*22 березня 1963, Магдебург, НДР) — український футболіст, захисник. Гравець збірних СРСР, СНД та України.
Майстер спорту (1985), майстер спорту міжнародного класу (1986), заслужений майстер спорту СРСР (1986).

## Біографія
Народився в сім'ї військового. У 1990-ті батько працював на радіоприладному заводі в Чернігові, мати працювала інженером у проектному інституті.
Вихованець чернігівської футбольної школи «Юність» (з 1971 року). Через деякий час зарахований до чернігівської «Десни». У команді провів 2 сезони, викликався в юнацьку збірну України. Після успішного сезону 1982, коли «Десна» стала 2-ю в українській зоні, перейшов у  Динамо (Київ).
Заграв в «Динамо» з 1-го ж сезону — грав переднього захисника. Дебютував в Одесі, де кияни виграли 2:1. У «Динамо» був одним із провідних захисників, відрізнявся твердістю в єдиноборствах.
У  збірній СРСР з 1986 року. Учасник чемпіонатів світу:  1986,  1990. У 1988 став  Срібним призером Євро-1988, учасник  чемпіонату Європи 1992. Свого часу відмовився виступати за збірну Росії.
1990 року після переможної гри проти ЦСКА, що принесла чемпіонство в СРСР, поїхав в Шотландію, де виступав декілька років. Проте повноцінних ігор зіграв мало внаслідок важких травм.
Дебютував у Шотландії дуже успішно — в 1-й же грі чемпіонату визнаний найкращим гравцем команди. Але вже в наступній грі на 20-й хвилині після поштовху в спину впав на коліно і порвав зв'язки, у підсумку, сезон для Кузнецова закінчився.
У сезоні 1994—1995 грав в Ізраїлі і Україні.
У зимове міжсезоння 1995—1996 прийняв остаточне рішення про завершення ігрової кар'єри через травму спини, що загострилася, зайнявся тренерською діяльністю.
У сезоні 2008 року був помічником головного тренера футбольного клубу «Москва» Олега Блохіна, з яким до цього, упродовж декількох років, спільно працював із збірною України.

## Досягнення
- Чемпіон СРСР (3): 1985, 1986, 1990: Срібний призер чемпіонату СРСР: 1988: Бронзовий призер чемпіонату СРСР: 1989
- Володар Кубка СРСР (3): 1985, 1987, 1990
- Срібний призер чемпіонату УРСР (друга ліга): 1982.
- Володар Кубка володарів Кубків УЄФА: 1985/1986
- Півфіналіст Кубка чемпіонів УЄФА: 1986/1987
- Чемпіон Шотландії (3): 1991/1992, 1992/1993, 1993/1994
- Володар Кубка Шотландії: 1992/1993
- Віце-чемпіон Європи: 1988
- У списках 33-х найкращих футболістів СРСР (6):
  - № 1 — 1986, 1987, 1988, 1989, 1990;
  - № 2 — 1985
- В опитуванні журналу «Франс Футбол» на найкращого футболіста року в Європі зайняв 11-12-е місце 1988 року, 17-22-е в 1989.

### Державні нагороди
- Орден «За заслуги» I ст. (13 травня 2016) — за вагомі особисті заслуги у розвитку і популяризації вітчизняного футболу, піднесення міжнародного спортивного престижу України та з нагоди 30-річчя перемоги у фінальному матчі Кубка володарів кубків УЄФА, здобутої під керівництвом головного тренера футбольного клубу «„Динамо“ Київ», Героя України Лобановського Валерія Васильовича[3][4]
- Орден «За заслуги» II ступеня (2006) і III ступеня (2004)

## Тренерська кар'єра
- Як тренер збірної України брав участь у  чемпіонаті світу 2006 в Німеччині.

## Сім'я
- донька Кузнецова Катерина Олегівна — акторка.